# Majdi Siddiq
Majdi Abdulla Siddiq (arab.: مجدي صديق, ur. 3 września 1985) – katarski piłkarz, sudańskiego pochodzenia, występujący na pozycji pomocnika w klubie Al-Sadd.

## Kariera piłkarska
Majdi Siddiq jest wychowankiem klubu Al-Khor, w barwach którego grał przez 5 sezonów, od roku 2003. W sezonie 2008/2009 występował w zespole Al-Rajjan, gdzie w Q-League rozegrał 23 mecze i strzelił 1 bramkę. Od sezonu 2009/2010 gra w drużynie Al-Sadd.
W reprezentacji Kataru Siddiq zadebiutował w 2004 roku. Dotychczas strzelił jedną bramkę. Został również powołany na Puchar Azji 2007, gdzie jego drużyna zajęła ostatnie miejsce w grupie. On sam wystąpił we wszystkich meczach tej fazy rozgrywek: z Japonią (1:1), Wietnamem (1:1) i Zjednoczonymi Emiratami Arabskimi (1:2), gdzie został ukarany żółtą kartką.